# Chilli Beans.
Chilli Beans.（チリビーンズ）は、2019年に結成された日本の3ピースバンドである。略称はチリビ。

## 概要
2019年に音楽塾ヴォイス（シンガーソングライターコース）の生徒だったMoto、Maika、Lilyの3名が、先生からの勧めでバンド活動を開始したのが始まりとなる。3人で初めて演奏した楽曲はレニー・クラヴィッツの「自由への疾走 (Are You Gonna Go My Way)」。また結成当初はレッド・ホット・チリ・ペッパーズやグリーン・デイなどをカバーしていた。Maikaは当時を振り返り、基本的にシンガーソングライターを育成する学校で、バンドをやってもいいんですか?と思ったと明かしている。
バンド名は、メンバー全員が主役である所や、前へ攻めていく感のある音楽をやっているのがかっこいいという理由で、レッド・ホット・チリ・ペッパーズから『Chilli』を拝借し、そこにバンドとしてはヒヨッコでこれから成長していくという意味合いを込めた『Beans』と最後に『.』（ドット）を組み合わせ『Chilli Beans.』と名付けた。またバンド名が『Chilli Beans.』に決まるまで紆余曲折を経ており、最初のバンド名候補は「オッドアイ」だった。

## 系譜

### 2019年
7月、Chilli Beans.を結成。
8月末、バンドとして初のオリジナル楽曲「lemonade」（1st EP『d a n c i n g a l o n e』収録曲）を制作。この楽曲はシンガーソングライターのVaundyとの共作曲でもある。

### 2021年
8月25日に、1st EP『d a n c i n g a l o n e』を配信限定でリリース。また11月24日にはVaundyとの共作曲「アンドロン」を配信シングルとしてリリースした。

### 2022年
3月2日、2nd EP『Daydream』を配信限定でリリース。収録曲の「Tremolo」は、2019年末から2020年頭あたりに音楽塾ヴォイスが所有しているホームスタジオで、Vaundyから遊び感覚でDTMの使い方を教えてもらっている時に偶然打ち込んだコードと、その場で浮かんだメロディを組み合わせてみたのがきっかけで出来た曲で、最初のライブから欠かさず演奏してきた楽曲である。
3月5日・12日、初の自主企画ライブ『Dancing Room 001』を東京・Shibuya WWW X（対バンゲスト：リュックと添い寝ごはん）、大阪・Music Club JANUS（対バンゲスト：DENIMS）にて開催。渋谷会場に来場した観客は2名だったと本人たちが語っている。
4月13日、テレビドラマ『モトカレ←リトライ』のオープニングテーマとして書き下ろした楽曲「マイボーイ」を配信シングルとしてリリース。Chilli Beans.がテレビドラマ主題歌を担当するのはこれが初となる。
6月19日、オフィシャルファンクラブ『Club Beans.』を発足。また同日に自主企画ライブ『Dancing Room 002』の東京公演（ゲスト：Klang Ruler）を東京・Shibuya WWW Xにて開催。同月25日に大阪・梅田Shangri-Laで開催予定だった大阪公演（ゲスト：ego apartment）は、Moto（ボーカル）が新型コロナウィルスに感染していることが判明したため、急遽前日（24日）に開催見合わせとなり、同年9月25日に振替公演を行うことを発表した。
7月13日、1stフルアルバム『Chilli Beans.』をデジタル配信とCDで発売。また7月27日付『USENリクエスト J-POP HOT30』にて、収録曲の「School」が1位を獲得した。
11月2日から12月14日まで、初のワンマンツアー『Chilli Beans. one man live tour「Hi, TOUR」』を全国8都市8会場で開催。また12月1日には、クリスマスをテーマにした楽曲「daylight」を配信シングルとしてリリース。また12月23日には、翌年2月1日に発売される3rd EP『mixtape』のカセットテープ版（数量限定、先着順）の予約販売を開始した。

### 2023年
1月10日、全日本CDショップ店員組合が行っている音楽アワード「第15回CDショップ大賞2023」にて、1stフルアルバム『Chilli Beans.』が青賞に入賞。
1月30日に3rd EP『mixtape』収録曲「rose feat. Vaundy」を先行配信リリース。同楽曲はBillboard Japan Heatseekers Songsの2023年2月8日公開分と3月1日公開分で1位を獲得した。2月1日には、3rd EP『mixtape』をデジタル配信とCDで発売。
3月10日、大阪・なんばHatchで開催したChilli Beans.主催イベント『Dancing Room 003』大阪公演にて、当日のゲストアクトWurtSとMotoのコラボ楽曲「タイムラグ! feat. Moto (Chilli Beans.)」をサプライズ披露。この楽曲は本イベントへの出演オファーを受けたWurtSが、逆に自身の新曲への参加をMotoに提案したのをきっかけに実現し、イベント開催と同日に配信リリースされた。
3月24日、Billboard Live YOKOHAMAで行われたJ-WAVE『SAISON CARD TOKIO HOT 100 AWARD』受賞式にて「BEST SONAR TRAX OF 2022」を受賞。
5月26日、テレビドラマ『クールドジ男子』の主題歌として、ドラマ脚本を元に書き下ろした楽曲「you n me」を配信シングルとしてリリース。
8月9日には、4th EP『for you』をデジタル配信とCDでリリース。また8月12日から9月28日まで、全国8都市を巡る2度目のワンマンツアー『Chilli Beans. oneman live tour 「for you TOUR」』を開催。9月9日から24日まで『大阪来てな! キャンペーン』の一環として、大阪・中津 OSAKA FOOD LABで開催のアーティストコラボ・レストラン『音食キッチン』に参加。メンバー考案メニュー「Chilli Cheese Potato With Rosemary」が提供された。
10月11日に2ndフルアルバム『Welcome to My Castle』の収録曲で、カンテレ・フジテレビ系 火ドラ★イレブン『時をかけるな、恋人たち』の主題歌である「I like you」を、また11月22日には同じく2ndアルバムの収録曲である「doll」を先行配信リリースした後、12月13日に2ndフルアルバム『Welcome to My Castle』をデジタル配信とCDで発売。また発売日当日には、メンバー出演の生配信番組『「Welcome to My Castle」Listening Party!!』を公式YouTubeチャンネルで行い、終了後にアルバム収録曲「Welcome」のミュージック・ビデオをプレミア公開した。2023年の一年間で参加した音楽フェスは27本に及ぶ。

### 2024年
2月3日、初の日本武道館公演『Chilli Beans. ”Welcome to My Castle” at Budokan』を開催。チケットは完売となり、8500人の観客を集客。MCをほぼせず、本編22曲をノンストップで演奏した。
3月6日、2022年7月に発売した1stフルアルバム『Chilli Beans.』をクリアオレンジカラーのアナログ盤として発売。26日には、ラジオ番組「FESTIVAL OUT」内で放送されているレギュラー出演コーナー「RADIO BLAST powered by Fanpla Kit」のライブイベント『TOKYO FM FESTIVAL OUT Special Live「LIVE BLAST powered by Fanpla Kit」』に出演。Chilli Beans.と同じく月1レギュラーを務めるThis is LASTと対バンライブを行った。
5月8日、6月5日発売される初の日本武道館公演を収めた映像作品『"Welcome to My Castle" at Budokan』より、「aaa」のライブ映像を公式YouTubeチャンネルで公開。また、6月4日から10日まで東京・タワーレコード新宿店にて『"Welcome to My Castle" at Budokan 発売記念パネル展』を開催。翌5日にライブ映像作品『"Welcome to My Castle" at Budokan』のBDとDVDを発売。
6月5日から14日まで、東名阪ツアー『open my mind Live house Tour』を開催。また同月26日には『open my mind Live house Tour』で披露した新曲「Mum」を配信シングルとしてリリースした。
7月3日から8月2日まで、auスマートパスプレミアムユーザー限定で、2ndアルバム『Welcome to My Castle』収録曲「Welcome」の無料ダウンロード企画を開催。
9月11日、earth music & ecology公式YouTubeチャンネルで配信のWebドラマ『新米社会人 飯沼琴子のいいことランウェイ』主題歌「fu uh」を配信シングルとしてリリース。また同日にメンバー自らがが撮影、編集、ディレクションを手掛けた同楽曲のリリック・ビデオを公式YouTubeに公開した。また10月9日には配信シングル「yesterday」を、11月13日にはミニアルバム『blue night』から、収録曲「cyber」を先行配信リリースした後、12月4日にミニアルバム『blue night』をデジタル配信とCDで発売した。

### 2025年
4月30日に配信シングル「tragedy」をリリース。また5月1日より開催のホリプロ・エイベックス共催 男性ボーカルオーディション『第47回ホリプロタレントスカウトキャラバン『Horipro Vocal Scout Caravan』』の選考にクリエイティブサポーターとして参加することを発表。
5月31日から6月26日まで、国内7都市を巡る全国ツアー『upside down tour』を開催。またツアー期間中の6月4日には、デジタルEP『the outside wind』の収録曲「pain」をデジタルシングルとして先行リリースし、北岡稔章が撮影した新たなアーティスト写真を公開。同月25日にデジタルEP『the outside wind』をリリースした。
7月16日、テレビアニメ『地獄先生ぬ～べ～』エンディングテーマ「ひまわり」を配信シングルとしてリリース。

## メンバー
Moto（ボーカル）26歳
- 幼い頃から音楽で自分を表現したいという夢を漠然と持っていたが具体性はない状態だった。そんな中で、自身が好きなYUIを輩出した音楽塾ボイスで新しく何か見つかるんじゃないかと考え入塾した[63][2]。
- 愛称はモニ
- 愛犬の名前はプラズマ（10歳）[要出典]。

Maika（ベース、ボーカル）28歳
- 小学3年生の頃に観ていた『ハイスクール・ミュージカル』をきっかけにアーティストを目指すようになる。中学生の時にアーティストになるための近道であり、親を説得する材料にもできると考え、音楽塾ボイス主催のコンテスト（主宰者・西尾芳彦による「西尾賞」を受賞した者は、ボイスに入塾できるという条件が設けられている）に3年連続で出場するが、1年目・2年目は特別賞、3年目は優秀賞で結果として西尾賞は受賞できなかった。しかし毎年コンテストに出場していたMaikaのことを西尾が覚えており、これをきっかけに音楽塾ボイスに入塾[63][2]。
- 入塾後にベースと出会い、これをきっかけにファンクやディスコミュージックを聞くようになった。憧れのベーシストはジョー・ダート（ヴルフペック（英語版））[63][2]。
- 最近は100均の毛糸でyoutubeを参考にして編み物をするのが趣味（始めてから2週間で、帽子を1作品あたり3時間で作れるようになった）[要出典]。

Lily（ギター、ボーカル）28歳
- 小学生の頃に観ていた『シークレット・アイドル ハンナ・モンタナ』の主人公・ハンナ・モンタナに憧れて、中学生の頃からボイストレーニングに通うようになる[63][2]。
- ギターを弾き始めたのは、韓国の音楽が好きな母親の影響で自身も好きになったIUがギターを弾いているのを見て、真似して弾き始めたのがきっかけ。好きなギタリストはジョン・メイヤー、ジミ・ヘンドリックス[63][2]。
- アーティストを目指して様々なオーディションに参加するも、なかなか上手くいかないという状況だった娘の姿を見かねた母親から勧められ、音楽塾ボイスに入塾した[63][2]。
- 電車の中で作詞作曲するのが好き[要出典]。

## 作品

### 映像作品
| 発売日       | タイトル                                        | 規格品番   | 規格品番   | オリコン 最高位 | オリコン 最高位 | 備考                                                        |
| 発売日       | タイトル                                        | BD         | DVD        | BD              | DVD             | 備考                                                        |
| ------------ | ----------------------------------------------- | ---------- | ---------- | --------------- | --------------- | ----------------------------------------------------------- |
| 2024年6月5日 | Chilli Beans. "Welcome to My Castle" at Budokan | RZXB-87136 | RZBB-87135 | 9位             | 15位            | - BD版・DVD版共に ライブの模様を収めた フォトブックが付属。 |

### ミュージックビデオ
| 発表日 | 発表日   | 曲名              | 監督               |
| 年     | 月日     | 曲名              | 監督               |
| ------ | -------- | ----------------- | ------------------ |
| 2021年 | 8月25日  | lemonade          | VIDEOTAPEMUSIC     |
| 2021年 | 11月24日 | アンドロン        | VIDEOTAPEMUSIC     |
| 2022年 | 3月2日   | Tremolo           | 仲原達彦           |
| 2022年 | 4月6日   | Vacance           | 仲原達彦           |
| 2022年 | 5月9日   | マイボーイ        | Nasty Men$ah       |
| 2022年 | 7月1日   | School            | 堀田英仁           |
| 2022年 | 7月13日  | L.I.B             | VIDEOTAPEMUSIC     |
| 2022年 | 9月13日  | HAPPY END         | Tats Nakahara      |
| 2022年 | 12月15日 | daylight          | Tatsuhiko Nakahara |
| 2023年 | 1月30日  | rose feat. Vaundy | Mayu Ikeda         |
| 2023年 | 5月27日  | you n me          | Tatsuhiko Nakahara |
| 2023年 | 8月9日   | Raise             | hamaiba（GROUPN）  |
| 2023年 | 11月19日 | I like you        | GROUPN             |
| 2023年 | 12月7日  | doll              | 新保拓人           |
| 2023年 | 12月13日 | Welcome           | Masaki Watanabe    |
| 2024年 | 1月20日  | 105☻              | Daiki Kamoshita    |
| 2024年 | 7月25日  | Mum               | Shun Takeda        |
| 2024年 | 9月11日  | fu uh             | Chilli Beans.      |
| 2024年 | 11月26日 | cyber             | sakiyama           |
| 2024年 | 12月4日  | escape            | 新保拓人           |
| 2025年 | 4月30日  | tragedy           | Shun Takeda        |
| 2025年 | 6月29日  | pineapple!        | 田辺秀伸           |
| 2025年 | 8月1日   | ひまわり          | 新保拓人           |

### 参加作品
| 発売日        | アーティスト | 参加作品                                                             | 曲名                                                 | 備考 |
| ------------- | ------------ | -------------------------------------------------------------------- | ---------------------------------------------------- | --- |
| 2023年3月10日 | WurtS        | 配信シングル「タイムラグ! feat. Moto (Chilli Beans.)」               | タイムラグ! feat. Moto (Chilli Beans.)               | - Motoがゲストボーカルとして参加。 |
| 2024年5月6日  | KERENMI      | 配信シングル「世界 feat. Moto from Chilli Beans. & Who-ya Extended」 | 世界 feat. Moto from Chilli Beans. & Who-ya Extended | - Motoがボーカルとして参加。 - HONDA SUV『VEZEL』CMソング。 - Billboard Japan Heatseekers Songs （2024年5月22日公開）で1位を獲得。 |
| 2024年8月14日 | V.A.         | THE ALFEE トリビュートアルバム『五十年祭』                           | シンデレラは眠れない                                 | - Chilli Beans.として参加。 - Billboard Japan Top Albums Sales （2024年8月21日公開）にて7位、 オリコン週間アルバムランキング最高で5位を獲得。 |
| 2025年5月3日  | Studio April | ACCESS! キャンペーンソング「赤春花」                                 | 赤春花                                               | - Motoがボーカルで参加。 - FM802 × 三井ショッピングパーク ららぽーと 『ACCESS!キャンペーン2025』キャンペーンソング。 - 2025年4月よりFM802にて期間限定オンエア。5月3日にFM802公式YouTubeチャンネルでMVを公開し、各ストリーミング・サービスで期間限定配信を開始。 |

## タイアップ
| 年     | 曲名        | タイアップ                                                                       |
| ------ | ----------- | -------------------------------------------------------------------------------- |
| 2022年 | Tremolo     | ロゼット『夢みるバーム』CMソング                                                 |
| 2022年 | マイボーイ  | MBS ドラマ特区 『モトカレ←リトライ』オープニングテーマ                           |
| 2022年 | HAPPY END   | 『さまぁ～ずライブ13』エンディング曲                                             |
| 2022年 | HAPPY END   | 『ZONe IMMERSIVE SONG PROJECT』コラボ楽曲                                        |
| 2023年 | border line | WOWOWドラマ『杉咲花の撮休』主題歌                                                |
| 2023年 | you n me    | テレビ東京系 ドラマ25『クールドジ男子』オープニングテーマ                        |
| 2023年 | you n me    | 広島FM『大窪シゲキの9ジラジ』6月度エンディングテーマ                             |
| 2023年 | Raise       | テレビアニメ『ONE PIECE』エンディングテーマ                                      |
| 2023年 | I like you  | カンテレ／フジテレビ系 火ドラ★イレブン『時をかけるな、恋人たち』主題歌           |
| 2024年 | Welcome     | ヤマザキ『ランチパック』CMソング                                                 |
| 2024年 | fu uh       | earth music & ecology Webドラマ『新米社会人 飯沼琴子のいいことランウェイ』主題歌 |
| 2024年 | yesterday   | NHK-FM「ミュージックライン」10・11月度 エンディングテーマ                        |
| 2025年 | escape      | スズキ Webショートドラマ『初風のきせき』主題歌                                   |
| 2025年 | tragedy     | モード学園「ぜんぶやっちゃえ」篇 CMソング                                        |
| 2025年 | ひまわり    | テレビアニメ『地獄先生ぬ～べ～』 第1クール エンディングテーマ                    |

## 出演・連載

### テレビ
- DRIP TOKYO（2022年2月22日・3月2日、SPACE SHOWER TV）
- Chilli Beans. one man live tour 「Hi, TOUR」LIVE & DOCUMENTARY（2023年1月25日、SPACE SHOWER TV）

### ラジオ
- SONAR'S ROOM（2022年4月 - 9月、J-WAVE）[注 8]
- Chilli Beans.のオールナイトニッポンX(クロス)（2023年1月3日[注 9]、ニッポン放送）[117]
- 新春CANAL FES GOW!! presents Chilli Beans. トーク & ライブ ～成人の日スペシャル～（2023年1月22日、FM FUKUOKA）
- RADIO BLAST powered by Fanpla Kit（2023年4月 - 2024年3月、TOKYO FM）[注 10]
- MUSIC FREAKS（2023年10月8日[119] - 2024年9月[120][121]、FM802）[注 11]
- Chilli Beans.のオールナイトニッポン0(ZERO)（2024年1月20日[注 12]、ニッポン放送）[122]

### 連載
- Chilli Beans.のyou n music（2024年4月16日[注 13] - 、MUSICA）

## 公演

### 単独・主催ライブ
| 開催期間                      | タイトル                                        | 会場・日程 | 備考 |
| ----------------------------- | ----------------------------------------------- | --- | --- |
| 2022年3月5日・12日            | Dancing Room 001                                | - 3月5日 東京・Shibuya WWW X - 3月12日 大阪・Music Club JANUS | w/ リュックと添い寝ごはん（東京公演）、 DENIMS（大阪公演） |
| 2022年6月19日・25日 9月25日   | Dancing Room 002                                | - 6月19日 東京・Shibuya WWW X - 6月25日 大阪・梅田シャングリラ（開催延期） - 9月25日 大阪・梅田シャングリラ（振替公演） | w/ Klang Ruler（東京公演）、 ego apartment（大阪公演） Motoの新型コロナ陽性判定を受けて、 大阪公演は9月25日へ延期となった。                                                                                               |
| 2022年9月9日                  | 1st Oneman Live Chilli Beans. Room              | - 9月9日 東京・LIQUIDROOM ebisu | |
| 2022年11月2日-12月14日        | Chilli Beans. one man live tour「Hi, TOUR」     | - 11月2日 大阪・BIGCAT - 11月12日 石川・金沢 AZ - 11月13日 愛知・名古屋SPADE BOX - 11月19日 福岡・DRUM Be-1 - 11月20日 宮城・仙台 CLUB JUNK BOX - 11月27日 広島・LIVE VANQUISH - 12月4日 北海道・札幌 cube garden - 12月14日 東京・豊洲PIT | |
| 2023年3月3日・10日・16日      | Dancing Room 003                                | - 3月3日 愛知・名古屋 DIAMOND HALL - 3月10日 大阪・なんばHatch - 3月16日 神奈川・KT Zepp Yokohama | w/ PEOPLE 1（愛知公演）、 WurtS（大阪公演）、 Vaundy（神奈川公演） |
| 2023年8月12日-9月28日         | Chilli Beans. Oneman Live Tour 「for you TOUR」 | - 8月12日 広島・広島CLUB QUATTRO - 8月24日 石川・金沢EIGHT HALL - 8月26日 宮城・仙台GIGS - 9月7日 福岡・Zepp Fukuoka - 9月8日 大阪・Zepp Osaka Bayside - 9月13日 北海道・Zepp Sapporo - 9月15日 愛知・Zepp Nagoya - 9月28日 東京・Zepp DiverCity | |
| 2024年2月3日                  | Chilli Beans. ”Welcome to My Castle” at Budokan | - 2月3日 東京・日本武道館 | U-NEXTで独占生中継 （期間限定アーカイブ配信あり）を実施。 |
| 2024年6月5日-14日             | open my mind Live house Tour                    | - 6月5日 大阪・Zepp Osaka Bayside - 6月13日 愛知・Zepp Nagoya - 6月14日 東京・豊洲PIT | |
| 2024年10月4日 - 2025年1月24日 | open my mind Hall Tour                          | - 10月4日 新潟・りゅーとぴあ 新潟市民芸術文化会館 - 10月6日 宮城・トークネットホール仙台 - 10月14日 香川・サンポートホール高松 - 10月18日 広島・JMSアステールプラザ 大ホール（開催見合せ） - 10月19日 福岡・福岡市民会館（開催見合せ） - 10月25日 石川・金沢市文化ホール - 10月31日 北海道・札幌市教育文化会館 大ホール - 11月6日 大阪・オリックス劇場 - 11月21日 愛知・Niterra日本特殊陶業市民会館 フォレストホール - 12月4日 東京・東京ガーデンシアター - 12月27日 福岡・福岡市民会館（振替公演） - 1月24日 広島・JMSアステールプラザ 大ホール（振替公演） | 2024年10月17日、Motoの体調不良により、 広島公演と福岡公演の開催見合わせを発表。同月23日に上記2公演のチケット払い戻しと 振替公演日程を発表した。12月4日の東京ガーデンシアター公演では U-NEXTでの独占ライブ配信が行われた。 |
| 2025年5月31日 - 6月26日       | upside down tour                                | - 5月31日 宮城・仙台GIGS - 6月6日 福岡・Zepp Fukuoka - 6月7日 広島・BLUE LIVE 広島 - 6月14日 北海道・Zepp Sapporo - 6月20日 愛知・Zepp Nagoya - 6月22日 大阪・Zepp Osaka Bayside - 6月25日・26日 東京・Zepp Divercity | |

### フェス・ゲスト出演
| 開催日              | タイトル                                                                                  | 会場                                                                  | 備考 |
| 2021年              | 2021年                                                                                    | 2021年                                                                | 2021年 |
| ------------------- | ----------------------------------------------------------------------------------------- | --------------------------------------------------------------------- | --- |
| 5月24日             | Martian Music Box 2                                                                       | 東京・duo MUSIC EXCHANGE                                              | |
| 6月15日             | Romantic Riot vol.5                                                                       | 東京・duo MUSIC EXCHANGE                                              | |
| 7月5日              | SHELTER pre. "Youth vol.8"                                                                | 東京・下北沢SHELTER                                                   | |
| 7月19日             | Martian Music Box 3                                                                       | 東京・duo MUSIC EXCHANGE                                              | |
| 8月14日             | From Me To You                                                                            | 東京・下北沢BASEMENTBAR                                               | |
| 8月26日             | プロムクイーン vol.4                                                                      | 東京・Shibuya Milkyway                                                | |
| 9月2日              | Romantic Riot vol.8                                                                       | 東京・duo MUSIC EXCHANGE                                              | |
| 9月20日             | TOKYO CALLING 2021                                                                        | 東京・TSUTAYA O-nest                                                  | [ 131 ] |
| 9月30日             | Awn moon                                                                                  | 東京・TSUTAYA O-nest                                                  | |
| 10月10日            | FM802 MINAMI WHEEL 2021                                                                   | 大阪・心斎橋VARON                                                     | [ 132 ] |
| 10月17日            | LIGHTのすゝめ                                                                             | 東京・Shibuya eggman                                                  | |
| 10月31日            | YOUNG POP CLUB vol.7 -MINAMI WHEEL EDITION-                                               | 大阪・心斎橋LiveHouse Pangea                                          | |
| 12月2日             | oto to e to… ～ART × MUSIC～                                                              | 東京・Shibuya WWW X                                                   | イベント当日に収録された ライブ映像とアート作品を織り混ぜた番組 『oto to e to… ～ART × MUSIC～ ONLINE FES!』が、 12月18日からStreaming+にて期間限定有料配信された。 |
| 12月11日            | pachae 1st EP「GIM」Digital-Release Party                                                 | 東京・Shibuya eggman                                                  | |
| 12月20日            | CONTACT!! Vol.16                                                                          | 大阪・心斎橋JANUS                                                     | |
| 2022年              |                                                                                           |                                                                       | |
| 1月8日              | ANIMA NEW YEAR’S PARTY 2022                                                               | 大阪・心斎橋ANIMA                                                     | |
| 1月28日             | FLY-DAY NIGHT FEVER                                                                       | 東京・Spotify O-Crest                                                 | |
| 1月29日             | Newcomer Showcase Vol.2 with RAD × Chilli Beans.                                          | 宮城・仙台スクールオブミュージック & ダンス専門学校 9F イベントホール | ラジオ番組『RAD 〜Radio All Day〜』（Date fm）主催の招待制イベント。                                                                                                |
| 2月23日             | Flying Flags Vol.10                                                                       | 宮城・仙台darwin                                                      | |
| 3月17日             | VOICE OF EMOTIONS connected by ahamo                                                      | 東京・Shibuya WWW X                                                   | |
| 4月17日             | ｜｜｜ N e w i e e ｜｜｜ -spring screw 2022-                                             | 東京・Shibuya eggman                                                  | |
| 4月21日             | UFO @Spotify O-nest                                                                       | 東京・Spotify O-nest                                                  | |
| 4月24日             | リュックと添い寝ごはん ツーマンショー2022 "また来たね、春"                                | 大阪・Music Club JANUS                                                | ゲスト出演。 |
| 5月3日              | OSAKA GIGANTIC MUSIC FESTIVAL 2022 SPIN-OFF THE BONDS 2022 -GIGANTIC TOWN MEETING-        | 大阪・梅田CLUB QUATTRO                                                | |
| 5月8日              | 街なか音楽祭「結いのおと」                                                                | 茨城・武勇酒造                                                        | 茨城県結城市の寺社、古武家、酒造、カフェなどを会場にした音楽イベント。                                                                                              |
| 5月14日             | OSAKA METROPOLITAN ROCK FESTIVAL 2022                                                     | 大阪・海とのふれあい広場                                              | Chilli Beans.は「SUNSHINE ARCHステージ」に出演。 |
| 5月17日             | AUGER MUSIC SESSION VOL.1                                                                 | 東京・代官山UNIT                                                      | 貝印の新ブランド『AUGER』立ち上げを記念して行われた完全招待制のイベント。                                                                                           |
| 7月1日（出演辞退）  | FM FUKUOKA Hyper Night Program GOW!! presents LIVE GOW!! 2022                             | 福岡・Zepp Fukuoka                                                    | Motoの新型コロナ陽性判定を受けて出演をキャンセル。 |
| 7月3日（出演辞退）  | GOOOOOON!                                                                                 | 大阪・大阪城音楽堂                                                    | Motoの新型コロナ陽性判定を受けて出演をキャンセル。 |
| 8月4日              | やゆヨ! vol.2 〜沸騰サマー〜                                                              | 東京・東京キネマ倶楽部                                                | ゲスト出演。 |
| 8月13日（開催中止） | ROCK IN JAPAN FESTIVAL 2022                                                               | 千葉・千葉市蘇我スポーツ公園                                          | Chilli Beans.は「PARK STAGE」に出演予定だったが、台風の影響によりイベントの中止が発表された。                                                                       |
| 8月20日             | SUMMER SONIC 2022 TOKYO                                                                   | 千葉・ZOZOマリンスタジアム／幕張メッセ                                | Chilli Beans.はオープニングアクトとして「BEACH STAGE」に出演。 |
| 8月21日             | SUMMER SONIC 2022 OSAKA                                                                   | 大阪・舞洲SONIC PARK（舞洲スポーツアイランド）                        | Chilli Beans.は「MASSIVE STAGE」に出演。 |
| 8月25日             | Talking Rock! FES. 2022                                                                   | 神奈川・KT Zepp Yokohama                                              | [ 146 ] [ 147 ] |
| 8月27日             | SWEET LOVE SHOWER 2022                                                                    | 山梨・山中湖交流プラザ きらら                                         | Chilli Beans.はオープニングアクトとして「FOREST STAGE」に出演。 |
| 9月4日              | Local Green Festival ʼ22                                                                  | 神奈川・横浜赤レンガ倉庫特設会場                                      | Chilli Beans.は「SOL STAGE」に出演。 |
| 9月18日             | J-WAVE presents INSPIRE TOKYO～Best Music & Market                                        | 東京・国立代々木競技場 第一体育館・第二体育館                         | Chilli Beans.は第二体育館に設営された「3rd STAGE」に出演。 |
| 9月19日（開催中止） | WILD BUNCH FEST. 2022                                                                     | 山口・山口きらら博記念公園                                            | 諸事情から出演キャンセルとなった「ハルカミライ」に代わり「Tube ridingステージ」に出演予定だったが、台風の影響によりイベントの開催中止が発表された。                 |
| 10月1日             | SHE'S UNION Tour 2022                                                                     | 北海道・札幌PENNY LANE24                                              | ロックバンドSHE'Sの対バンツアーにゲスト出演。 |
| 10月9日             | UNI9UE PARK ’22                                                                           | 東京・お台場 潮風公園 / 太陽の広場 野外特設会場                       | Chilli Beans.は「UNI9UE PARK STAGE」に出演。 |
| 10月10日            | Eggs presents FM802 MINAMI WHEEL 2022                                                     | 大阪・BIG CAT                                                         | [ 157 ] |
| 11月3日             | MTV VMAJ 2022 -THE LIVE-                                                                  | 東京・武蔵野の森総合スポーツプラザ メインアリーナ                     | Chilli Beans.はオープニングアクトとして出演。 |
| 11月16日            | GIRL B Party produced by Ray BEAMS                                                        | 東京・BEAMSウィメン原宿                                               | [ 159 ] |
| 12月18日            | MERRY ROCK PARADE 2022                                                                    | 愛知・ポートメッセなごや 2号館・3号館・新1号館                        | Chilli Beans.は「MIRAGE STAGE -Left-」に出演。 |
| 12月24日            | エアトリ presents 毎日がクリスマス 2022                                                   | 神奈川・横浜赤レンガ倉庫1号館 3Fホール                                | Chilli Beans.は昼公演に出演。 |
| 12月25日            | FM802 RADIO CRAZY 2022                                                                    | 大阪・インテックス大阪                                                | Chilli Beans.は「Spotify Early Noise LIVE HOUSE Antenna」に出演。                                                                                                   |
| 12月25日            | FM802弾き語り部 in RADIO CRAZY 2022                                                       | 大阪・インテックス大阪                                                | 『FM802 RADIO CRAZY 2022』内で行われたフリーイベント。 |
| 2023年              |                                                                                           |                                                                       | |
| 2月11日             | SOUND CONNECTION -Harvest Begins-                                                         | 大阪・オリックス劇場                                                  | |
| 2月24日             | WALLOWS TELL ME THAT IT’S OVER ASIA TOUR 2023 TOKYO                                       | 東京・恵比寿ザ・ガーデンホール                                        | アメリカ・ロサンゼルスのインディー・ロックバンド『WALLOWS（英語版）』の来日公演にゲストアクトとして出演。                                                           |
| 4月2日              | 若者のすべて#04 -YOUNG, ALIVE, IN LOVE MUSIC-                                             | 東京・日比谷野外大音楽堂                                              | [ 165 ] |
| 4月8日              | KOBE SONO SONO ’23                                                                        | 兵庫・神戸フルーツ・フラワーパーク                                    | Chilli Beans.は「FLOWER STAGE」に出演。 |
| 4月29日             | NYLON JAPAN 19TH ANNIVERSARY PARTY                                                        | 東京・ZEROTOKYO                                                       | |
| 5月3日              | VIVA LA ROCK 2023                                                                         | 埼玉・さいたまスーパーアリーナ                                        | Chilli Beans.は「CAVE STAGE」に出演。 |
| 5月6日              | JAPAN JAM 2023                                                                            | 千葉・蘇我スポーツ公園                                                | Chilli Beans.は「SKY STAGE」に出演。 |
| 5月7日              | Klang Ruler 東名阪対バンツアー ”Space Colony”'                                            | 東京・渋谷 CLUB QUATTRO                                               | ゲスト出演。 |
| 5月14日             | OSAKA METROPOLITAN ROCK FESTIVAL 2023 (METROCK 2023)                                      | 大阪・堺市 海とのふれあい広場 METROCK大阪特設会場                     | Chilli Beans.は「NEW BEAT SQUAREステージ」に出演。 |
| 5月27日             | 森、道、市場 2023                                                                         | 愛知・ラグーナビーチ / ラグナシア                                     | Chilli Beans.は「SAND STAGE」に出演。 |
| 6月3日              | 百万石音楽祭2023 ～ミリオン ロックフェスティバル～                                        | 石川・石川県産業展示館 1〜4号館                                       | Chilli Beans.は「勝山ARENA（1号館）」に出演。 |
| 6月4日              | SAGAアリーナオープン記念 With You! 佐賀県文化芸術祭                                       | 佐賀・SAGAサンライズパーク SAGAアリーナ                               | 第二幕『西尾芳彦プロデュース特別ステージ』のミニライブ部分に出演。                                                                                                  |
| 6月8日              | DISK GARAGE Presents アンダー・ザ・シブヤブリッジ                                         | 東京・EBISU LIQUIDROOM                                                | |
| 6月11日             | LOVE MUSIC FESTIVAL 2023                                                                  | 神奈川・ぴあアリーナMM                                                | |
| 6月17日             | ODD SAFARI vol.5                                                                          | 大阪・味園ユニバース                                                  | [ 174 ] |
| 6月18日             | YOUNG POP CLUB -SPECIAL-                                                                  | 大阪・大阪城音楽堂                                                    | |
| 7月1日              | HORIPRO x SPACE SHOWER TV Presents "Baby steps. " -1st step in Osaka-                     | 大阪・Namba HATCH                                                     | [ 175 ] |
| 7月5日              | HORIPRO x SPACE SHOWER TV Presents "Baby steps. "-1st step in Tokyo-                      | 東京・Spotify O-EAST                                                  | [ 175 ] |
| 7月9日              | Talking Rock! FES.2023                                                                    | 神奈川・横浜アリーナ                                                  | [ 176 ] |
| 7月22日             | OSAKA GIGANTIC MUSIC FESTIVAL 2023                                                        | 大阪・舞洲スポーツアイランド 特設会場                                 | Chilli Beans.は「SUN STAGE」に出演。 |
| 7月29日             | FUJI ROCK FESTIVAL '23                                                                    | 新潟・苗場スキー場                                                    | Chilli Beans.は「WHITE STAGE」に出演。 |
| 8月5日              | ROCK IN JAPAN FESTIVAL 2023                                                               | 千葉・千葉市蘇我スポーツ公園                                          | Chilli Beans.は「PARK STAGE」に出演。 |
| 8月11日             | RISING SUN ROCK FESTIVAL 2023 in EZO                                                      | 北海道・石狩湾新港 樽川ふ頭横 野外特設ステージ                        | Chilli Beans.は「def garage」ステージに出演。 |
| 8月16日             | TWO DOOR CINEMA CLUB 2023 Taipei Concert                                                  | 台湾・Zepp New Taipei                                                 | 北アイルランドのバンド『トゥー・ドア・シネマ・クラブ』の台北公演にサポートアクトとして出演。                                                                        |
| 8月20日             | MONSTER baSH 2023                                                                         | 香川・国営讃岐まんのう公園                                            | Chilli Beans.は「STAGE龍神」に出演。 |
| 8月27日             | SPACE SHOWER SWEET LOVE SHOWER 2023                                                       | 山梨・山中湖交流プラザ きらら                                         | Chilli Beans.は「Mt. Fujiステージ」に出演。 |
| 9月1日              | FRIDAY Cruisin’ Map!! 心斎橋BIGSTEP MIX UP BOX! SPECIAL LIVE                              | 大阪・BIGCAT                                                          | FM802リスナー（400組800名）の無料招待イベント。 心斎橋 BIG STEP30周年記念企画。                                                                                     |
| 9月17日             | WILD BUNCH FEST. 2023                                                                     | 山口・山口きらら博記念公園                                            | Chilli Beans.は「Tube ridingステージ」に出演。 |
| 10月1日             | PIA MUSIC COMPLEX 2023                                                                    | 東京・新木場 若洲公園                                                 | Chilli Beans.は「CAMP STAGE」に出演。 |
| 10月7日             | Eggs presents FM802 MINAMI WHEEL 2023                                                     | 大阪・なんばhatch                                                     | [ 186 ] |
| 10月8日             | 第61回 八王子祭                                                                           | 東京・工学院大学 八王子キャンパス 体育館                              | |
| 10月14日            | LIVE AZUMA 2023                                                                           | 福島・あづま球場 / あづま総合運動公園                                 | Chilli Beans.は「AZUMA STAGE」に出演。 |
| 10月26日            | 第20回 東京国際ミュージック・マーケット (20thTIMM) ショーケースライブ「MATSURI~in TOKYO」 | 東京・Zepp Shinjuku                                                   | |
| 11月5日             | バズリズム LIVE 2023                                                                      | 神奈川・横浜アリーナ                                                  | [ 188 ] |
| 11月10日            | EGO APARTMENT AUTUMN TOUR 2023 仙台公演                                                   | 宮城・仙台 darwin                                                     | ゲスト出演 |
| 12月3日             | BEAMS MUSIC FESTIVAL 『BE FES!!』福岡公演                                                 | 福岡・UNITEDLAB                                                       | Chilli Beans.は「1Fステージ」に出演。 |
| 12月29日            | FM802 ROCK FESTIVAL RADIO CRAZY 2023                                                      | 大阪・インテックス                                                    | Chilli Beans.は「R-STAGE 4号館」に出演。 |
| 12月30日            | COUNTDOWN JAPAN 23/24                                                                     | 千葉・幕張メッセ国際展示場                                            | Chilli Beans.は「GALAXY STAGE」に出演。 |
| 2024年              |                                                                                           |                                                                       | |
| 3月26日             | TOKYO FM FESTIVAL OUT Special Live「LIVE BLAST powered by Fanpla Kit」                    | 東京・EX THEATER ROPPONGI                                             | This is LASTとの対バンライブ。 |
| 4月28日             | JAPAN JAM 2024                                                                            | 千葉・千葉市蘇我スポーツ公園                                          | Chilli Beans.は「SUNSET STAGE」に出演。 |
| 5月3日              | VIVA LA ROCK 2024                                                                         | 埼玉・さいたまスーパーアリーナ                                        | Chilli Beans.は「STAR STAGE」に出演。 |
| 5月11日             | SWEET LOVE SHOWER SPRING 2024                                                             | 山梨・山中湖交流プラザ きらら                                         | Chilli Beans.は「Mt. FUJI STAGE」に出演。 |
| 5月12日             | OSAKA METROPOLITAN ROCK FESTIVAL 2024 (METROCK 2024)                                      | 大阪・海とのふれあい広場                                              | Chilli Beans.は「GREEN HILLステージ」に出演。 |
| 5月29日             | 緑黄色夜祭 vol.12                                                                         | 大阪・Zepp Osaka Bayside                                              | 緑黄色社会主催の対バンツアーにゲスト出演。 |
| 6月23日             | YON FES 2024                                                                              | 愛知・モリコロパーク                                                  | Chilli Beans.は「LAND STAGE」に出演。 |
| 6月29日             | FM802 Rockin’Radio! -OSAKA JO YAON-                                                       | 大阪・大阪城音楽堂                                                    | [ 199 ] [ 200 ] |
| 7月7日              | Talking Rock! FES.2024                                                                    | 神奈川・横浜アリーナ                                                  | Chilli Beans.は「YOKOHMA ARENA STAGE」に出演。 |
| 7月14日             | J-WAVE presents INSPIRE TOKYO 2024 -Best Music & Market- supported by TimeTree            | 東京・国立代々木競技場 第一体育館                                     | [ 202 ] |
| 7月21日             | NUMBER SHOT2024                                                                           | 福岡・みずほPayPayドーム福岡、シーサイドももち海浜公園 地行浜ビーチ   | Chilli Beans.はシーサイドももち海浜公園に設営された「のぼせもんSTAGE」に出演。                                                                                      |
| 8月4日              | ROCK IN JAPAN FESTIVAL 2024                                                               | 千葉・千葉市蘇我スポーツ公園                                          | Chilli Beans.は「PARK STAGE」に出演。 |
| 8月17日             | SUMMER SONIC 2024 TOKYO                                                                   | 千葉・ZOZOマリンスタジアム & 幕張メッセ                               | Chilli Beans.は「SONIC STAGE」に出演。 |
| 8月18日             | SUMMER SONIC 2024 OSAKA                                                                   | 大阪・日本万国博覧会記念公園                                          | Chilli Beans.は「SONIC STAGE」に出演。 |
| 8月24日             | 10th WILD BUNCH FEST. 2024                                                                | 山口・山口きらら博記念公園                                            | Chilli Beans.は「BandIts Stage」に出演。 |
| 9月1日              | SWEET LOVE SHOWER 2024                                                                    | 山梨・山中湖交流プラザ きらら                                         | Chilli Beans.は「LAKESIDE」ステージに出演。 |
| 9月6日              | LINK music vibes                                                                          | 東京・Zepp Haneda                                                     | [ 209 ] |
| 9月26日             | Spitz × VINTAGE ROCK std. presents 豊洲サンセット 2024                                    | 東京・豊洲PIT                                                         | ゲスト出演。 |
| 11月9日             | 氣志團万博2024 ～シン・キシダンバンパク～ supported by ALL FREE                           | 千葉・幕張メッセ                                                      | Chilli Beans.は「MOSSAI STAGE」に出演。 |
| 12月29日            | FM802 35th ANNIVERSARY “Be FUNKY!!” ROCK FESTIVAL RADIO CRAZY 2024 ｰレディクレ15th-       | 大阪・インテックス大阪                                                | Chilli Beans.は「5号館 L STAGE」に出演。 |
| 12月31日            | COUNTDOWN JAPAN 24/25                                                                     | 千葉・幕張メッセ国際展示場                                            | Chilli Beans.は「GALAXY STAGE」に出演。 |
| 2025年              |                                                                                           |                                                                       | |
| 3月13日             | ライブナタリー “ストレイテナー × Chilli Beans.”                                           | 東京・Zepp Shinjuku（TOKYO）                                          | ストレイテナーとの初対バンライブ。 |
| 3月23日             | Vポイント presents ツタロックフェス2025                                                   | 千葉・幕張メッセ国際展示場                                            | Chilli Beans.は「MASSIVE STAGE」に出演。 |
| 4月23日             | Eleven Back vol.3                                                                         | 東京・EX THEATER ROPPONGI                                             | TenTwentyの自主企画イベント。 対バンゲストとして出演。 |
| 5⽉4⽇              | VIVA LA ROCK 2025                                                                         | 埼玉・さいたまスーパーアリーナ                                        | Chilli Beans.は『VIVA! STAGE』に出演。 |
| 7月17日             | UPDATE                                                                                    | 東京・東京ガーデンシアター                                            | WurtS、PEOPLE 1、Chilli Beans.による スリーマンライブイベント。 |
| 7月19日             | OSAKA GIGANTIC MUSIC FESTIVAL 2025                                                        | 大阪・万博記念公園                                                    | Chilli Beans.は『SUN STAGE』に出演。 |
| 8月10日             | LuckyFes’25                                                                               | 茨城・国営ひたち海浜公園                                              | Chilli Beans.は『WING STAGE』に出演。 |

### ファンクラブ・イベント
| 開催日   | タイトル                         | 会場                       | 備考   |
| 2023年   | 2023年                           | 2023年                     | 2023年 |
| -------- | -------------------------------- | -------------------------- | ------ |
| 2月18日  | Club Beans. Night Party          | 東京・duo MUSIC EXCHANGE   |        |
| 10月16日 | for you After Party              | 神奈川・SUPERNOVA KAWASAKI |        |
| 2024年   |                                  |                            |        |
| 9月8日   | Club Beans. FC Live "Party Room" | 東京・新代田FEVER          |        |